# Защитник (хоккей с шайбой)
В хоккее с шайбой номинально два защитника в пятёрке. Их стиль игры и поведение на поле зависят от тактики команды или отдельно взятой пятерки. Также в каждой зоне площадки существуют постулаты обороны, на которых строятся последующие взаимодействия между игроками.
Чужая зона:
Оборона за дальней синей линией принимает позиционный вид, её основная цель — не дать шайбе выйти из чужой зоны. В основном это осуществляется методом подстраховки.
Средняя зона:
В средней зоне при атаке чужой команды основная задача защиты — прижать игрока, владеющего шайбой, к борту и не дать провести атакующим распасовку. Также некоторые команды пользуются тактикой искусственного офсайда, но она не распространена из-за потенциальных удалений.
Своя зона:
Здесь оборона идёт всей командой, и действия защиты зависят от уровня участия центр-форварда, в основном задача каждого из защитников — отвечать за свою сторону (она выбирается из личных предпочтений и хвата) и вывести шайбу из зоны, разрезав распасовку.
Существует множество тактик, складывающихся из конкретных игроков в пятёрке и команды, но все они базируются на основах позиционной игры в обороне.

## Лучшие представители
В октябре 2020 года журналом The Hockey News был составлен список самых выдающихся защитников в истории. Далее представлен список 10 лучших защитников:
1. Бобби Орр (1966—1978)
2. Даг Харви (1947—1969)
3. Никлас Лидстрём (1987—2012)
4. Эдди Шор (1926—1940)
5. Рэй Бурк (1979—2001)
6. Дени Потвен (1973—1988)
7. Ред Келли (1947—1967)
8. Ларри Робинсон (1972—1992)
9. Пол Коффи (1980—2000)
10. Крис Челиос (1984—2010)